# Tomasz Opoka

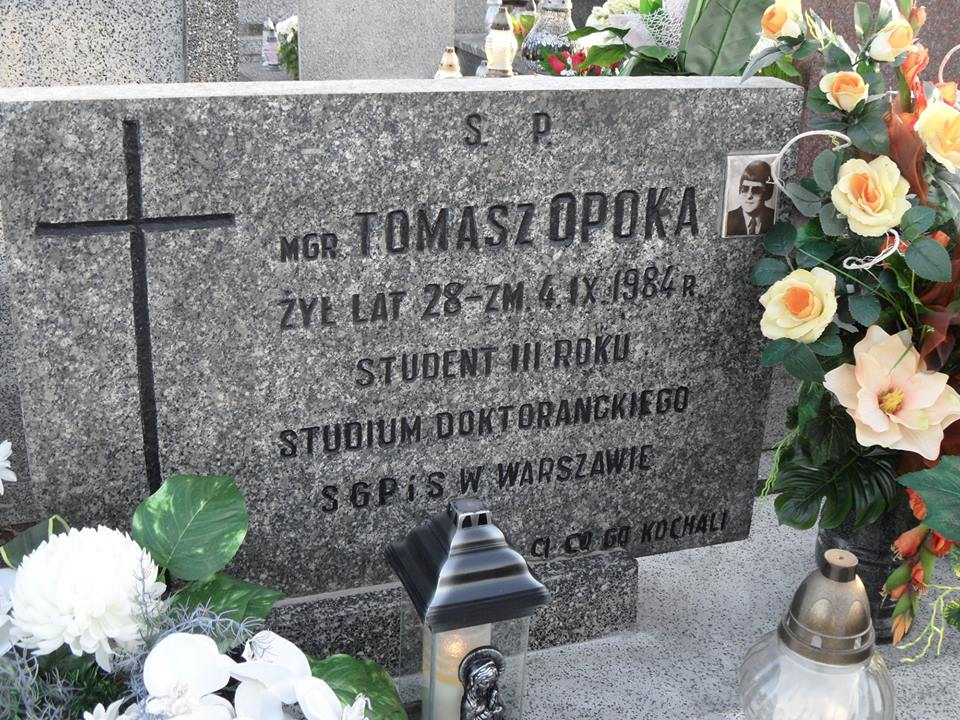
Tablica nagrobna na grobie Tomasza Opoki w Inowłodzu

Tomasz Opoka (ur. 28 września 1955 w Tomaszowie Mazowieckim, zm. 4 września 1984 tamże) – polski poeta i pieśniarz.
Uczęszczał do szkół w Krakowie i w Warszawie, gdzie ukończył szkołę muzyczną dla dzieci niewidomych. Studiował na Wydziale Handlu Zagranicznego w Szkole Głównej Planowania i Statystyki.

## Kariera artystyczna
Zadebiutował na Festiwalu Piosenki Żeglarskiej Shanties w 1983, na których zdobył Nagrodę Publiczności. Następnie wziął udział w kilku konkursach i festiwalach: Ogólnopolskim Studenckim Przeglądzie Piosenki Turystycznej „YAPA ‘83” (nagroda Grand Prix); Ogólnopolskiej Turystycznej Giełdzie Piosenki Studenckiej – Szklarska Poręba ’83 (II nagroda); Spotkaniach Twórców i Wykonawców Piosenki Amatorskiej – Myślibórz ’83 (Nagroda Ministra Kultury i Sztuki); Ogólnopolskim Przeglądzie Piosenki Autorskiej – OPPA ’83 w Warszawie (I Nagroda oraz nagroda prywatna Przemysława Gintrowskiego). Przez niespełna rok istnienia na studenckiej estradzie piosenkarskiej wszedł do grona najwybitniejszych przedstawicieli gatunku ballady. Jego twórczość literacka to wiersze, piosenki i artykuły publicystyczne. Najbardziej znanymi jego utworami są Mewy i Morze Północne.

## Choroba
Od wczesnego dzieciństwa chorował na nowotwór mózgu. W wieku 6 lat stracił wzrok. W ostatnich dniach 1983 roku został ponownie zaatakowany przez chorobę nowotworową. 15 lutego 1984 dał ostatni recital w warszawskim klubie „Hybrydy”, natomiast ostatnim jego spotkaniem z publicznością był udział w eliminacjach do Studenckiego Festiwalu Piosenki, które odbywały się w Warszawie w „Riwierze” w maju 1984. Z powodu choroby, mimo że został zakwalifikowany, nie mógł już uczestniczyć w Festiwalu.
Zmarł 4 września 1984 w rodzinnym domu w Tomaszowie Mazowieckim. Pogrzeb odbył się 6 września, zgodnie z jego życzeniem, w miejscowości Inowłódz.
Po jego śmierci na Festiwalu Piosenki Żeglarskiej „Shanties” w Krakowie ustanowiono nagrodę jego imienia, przyznawaną co roku przez czasopismo Żagle.
W 2009 wydana została biografia Tomasza Opoki pt. Pamiętam tamte mewy... - Tomek Opoka wraz z płytą, na której znalazły się archiwalne nagrania artysty oraz współczesne interpretacje jego piosenek, teksty, wiersze, artykuły, wspomnienia i zdjęcia. W pracach udział wzięli m.in. Andrzej Korycki, Roman Roczeń, Tomasz Olszewski, Piotr Bakal czy Banana Boat.